# NGC 3054
NGC 3054 (другие обозначения — ESO 499-18, MCG -4-24-5, UGCA 187, PGC 28571) — спиральная галактика с перемычкой (SBb) в созвездии Гидра.
Этот объект входит в число перечисленных в оригинальной редакции «Нового общего каталога».
В галактике вспыхнула сверхновая SN 2006T типа IIb, её пиковая видимая звездная величина составила 17,2.
Галактика NGC 3054 входит в состав группы галактик NGC 3054. Помимо NGC 3054 в группу также входят NGC 3051, NGC 3078, ESO 499-32, NGC 3084, NGC 3089, IC 2531, ESO 499-26 и IC 2537.